# Elatichrosis sequestris
Elatichrosis sequestris là một loài bọ cánh cứng trong họ Elateridae. Loài này được Neboiss miêu tả khoa học năm 1960.